# Garcibuey (kommunhuvudort)
Garcibuey är en kommunhuvudort i Spanien.   Den ligger i provinsen Provincia de Salamanca och regionen Kastilien och Leon, i den centrala delen av landet, 190 km väster om huvudstaden Madrid. Garcibuey ligger 700 meter över havet och antalet invånare är 228.
Terrängen runt Garcibuey är kuperad. Runt Garcibuey är det mycket glesbefolkat, med 7 invånare per kvadratkilometer. Närmaste större samhälle är Sotoserrano, 9,5 km söder om Garcibuey. 